# Pulford

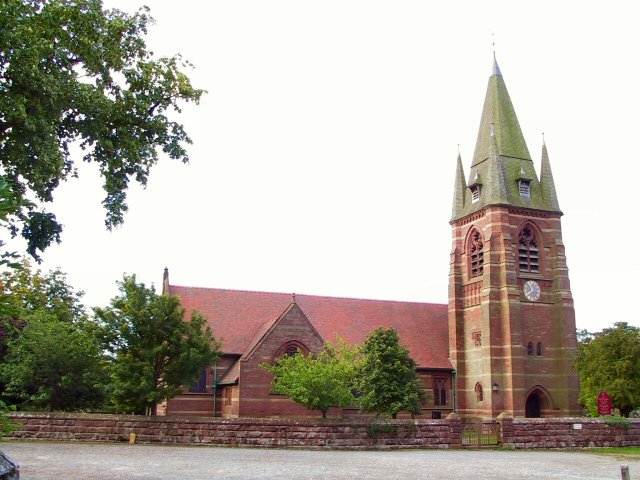
L'église de Pulford.

Pulford est un village du comté de Cheshire, en Angleterre. Il se situe sur la frontière avec le Pays de Galles. Il compte 395 habitants en 2001.